# 川合章
川合 章（かわい あきら、1921年10月25日 - 2010年11月2日）は、日本の教育学者。教育方法史を研究。埼玉大学名誉教授。

## 略歴
新潟県出身。東京文理科大学卒。秋田師範学校教諭、埼玉大学助教授、1969年教授。86年定年退官、名誉教授、中京大学教授。日本生活教育連盟委員長。

## 著書
- 『教授=学習過程』明治図書出版　1961
- 『中国のこども』1964　紀伊国屋新書
- 『道徳教育の実践構造』明治図書出版　1966　現代教育全書
- 『民主的人格の形成 教育実践の基礎理論』青木書店　1972
- 『子どもの発達と教育 学校・地域・家庭』青木書店　1975　青木現代叢書
- 『子どもの人格の発達』大月書店　1977　国民文庫
- 『子どもと家庭』1979　新日本新書
- 『子どもの発達と学力』民衆社　1979
- 『社会科教育の理論』青木書店　1979　青木教育叢書
- 『人格の発達と道徳教育 生きる力と学ぶ意欲を育てるために』青木書店　1979　青木教育叢書
- 『生活教育の理論』民衆社　1981
- 『近代教育方法思想史 ヨーロッパ編』青木書店　1982
- 『近代日本教育方法史』青木書店　1985
- 『人間をそだてる教育 教育課程に新しい風を』1990　新日本新書
- 『日本の教育的遺産 真実を求める教師たち』新日本出版社　1993
- 『人間と文化の見える教育』1996　新日本新書
- 『教育研究創造と変革の50年 人間の教育を求めて』星林社　1999
- 『生活教育の100年 学ぶ喜び、生きる力を育てる』星林社　2000
- 『埼玉の教育100年 子どもたちを主体にすえた教育』光陽出版社　2003
- 『ふきぼこの詩 ある教育研究者の一生』光陽出版社　2003

## 共編著
- 『学習指導法』梅根悟共著　金子書房　1955　大学教職課程シリーズ
- 『子どもの認識を高める論理』編著　明治図書出版　1958　教師の仕事
- 『道徳価値観形成と評価』大畑佳司,坂本光男共編著　明治図書出版　1960
- 『現代日本の教育思想』柳久雄共編　黎明書房　1962-63
- 『中学校の進路指導』全生研浦和サークル共著　明治図書出版　1964
- 『生産労働を軸にした社会科の授業過程』新潟県上越教師の会共著　明治図書出版　1965
- 『学級通信・学級新聞活動入門』戸塚廉共編　明治図書出版　1969
- 『日本の教師』全6巻　中内敏夫共編　明治図書出版　1969-74
- 『双書社会科の自主編成』全7巻　編　明治図書出版　1970-72
- 『地域教育運動 父母とともに』大塚達男共編　鳩の森書房　1970
- 『生産労働を軸にした社会科教育の現代化』新潟県上越教師の会共著　明治図書出版　1971
- 『いきいきとした放課後を 学童保育・児童館・子ども会』大塚達男共編　筑摩書房　1986
- 『シリーズ子どもの人格と学力』全4巻　労働旬報社　1987
- 『教育基本法歴史と研究』室井力共編　新日本出版社　1998

## 参考
- 日本人名大事典『川合章』 - コトバンク
- 川合章教授の人と業績 (川合章教授退官記念) 埼玉大学紀要 〔教育学部〕 教育科学 1986